# Razgrad
Razgrad (em búlgaro: Разград) é uma cidade  da Bulgária localizada no distrito de Razgrad. Era chamada de Abrito (em latim: Abrittus) durante o período romano.

## População
| Razgrad | Razgrad | Razgrad | Razgrad | Razgrad | Razgrad | Razgrad | Razgrad | Razgrad | Razgrad | Razgrad | Razgrad | Razgrad | Razgrad | Razgrad | Razgrad | Razgrad | Razgrad | Razgrad | Razgrad |
| --- | ------- | ------- | ------- | ------- | ------- | ------- | ------- | ------- | ------- | ------- | ------- | ------- | ------- | ------- | ------- | ------- | ------- | ------- | ------- |
| Ano | 1887    | 1910    | 1934    | 1946    | 1956    | 1965    | 1975    | 1985    | 1992    | 2001    | 2002    | 2003    | 2004    | 2005    | 2006    | 2007    | 2008    | 2009    | 2010    |
| População |         |         |         | 15,010  | 18,389  | 26,289  | 42,566  | 49,458  | 40,933  | 38,948  | 38,775  | 37,833  | 37,175  | 36,568  | 35,932  | 35,704  | 35,218  | 35,007  | 34,592  |
| Fontes: Instituto Nacional de Estatísticas, „citypopulation.de“, „pop-stat.mashke.org“, Bulgarian Academy of Sciences |         |         |         |         |         |         |         |         |         |         |         |         |         |         |         |         |         |         |         |